# Borcuchy (powiat lipski)
Borcuchy – wieś położona w województwie mazowieckim, w powiecie lipskim, w gminie Rzeczniów.
Wieś powstała na przełomie XIX i XX wieku, kiedy znana była pod nazwą Borsuki. Tereny wsi przed II wojną światową były własnością Karola Wickenhagena, a następnie jego syna Jerzego. Lasy otaczające wieś bogate były w czerwony modrzew, którym handlowali mieszkańcy i właściciele wsi. Przed samą wojną Jerzy Wickenhagen sprzedał swoją własność. W 1964 we wsi założono sieć elektryczną, a w 1995 wodociąg.
Wierni Kościoła rzymskokatolickiego należą do parafii św. Mikołaja w Grabowcu.